# Nikolaï Amossov
Pour l’article homonyme, voir Amossov.
Nikolaï Mikhaïlovitch Amossov (en russe : Николай Михайлович Амосов, en ukrainien : Микола Амосов, Mykola Amossov), né le 6 décembre 1913 à Olkhovo, (gouvernement de Novgorod, Empire russe) et mort le 12 décembre 2002 à Kiev  (Ukraine), est un médecin, chirurgien-cardiologue, inventeur et écrivain ukrainien né sujet de l'Empire russe et dont la nationalité fut essentiellement soviétique.
Il est connu pour avoir inventé des procédures chirurgicales en cardiologie.
Il devint membre de l'Académie nationale des sciences d'Ukraine en 1969.

## Biographie
Issu d'une famille de paysans russes, en 1935, il entre à l'Institut médical d'Arkhangelsk, dont il sort diplômé avec mention très bien en 1939. Sur le front lors de la Seconde Guerre mondiale Amossov est chef du service de chirurgie de l'hôpital mobile n° 2266 de la 48e armée. Il sera démobilisé avec le grade de major du service médical. Il déménage pour Kiev en 1952, où il travaille à l'Institut de la tuberculose et de la chirurgie thoracique de Kiev. En mars 1953, il soutient sa thèse de doctorat Pneumonectomie et résection pulmonaire dans la tuberculose.
De 1956 à 1970, il dirige le département de chirurgie thoracique de l'Institut de formation médicale postdoctorale de Kiev. En 1960, il dirige le département de biocybernétique de l'Institut de cybernétique de l'Académie des sciences de la RSS d'Ukraine.
Le 17 janvier 1963, il effectue le premier remplacement de la valve mitrale en URSS.
En 1964, paraissent Les Pensées et Le Cœur, un recueil de souvenirs et réflexions sur le devoir du médecin envers chaque personne, sur l'attitude envers les patients et la responsabilité des décisions prises, dont dépend la vie de quelqu'un -, le livre se vend à plusieurs millions d'exemplaires.
Le 12 décembre 2002, il meurt d'une crise cardiaque et sera enterré au cimetière Baïkov à Kiev.

## Distinctions et récompenses
- Héros du travail socialiste
- ordre de Lénine
- ordre de la révolution d'Octobre
- ordre de la Guerre patriotique
- ordre de l'Étoile rouge
- médaille pour la Défense de Moscou
- médaille pour la victoire sur l'Allemagne
- prix Lénine

## Postérité
En 2003, une rue de Kiev est nommée en son honneur. L'académie nationale des sciences d'Ukraine crée la même année le prix Mykola Amossov pour récompenser les travaux de cardiologie.
Son nom porte l'Institut national de chirurgie cardiovasculaire de Kiev.

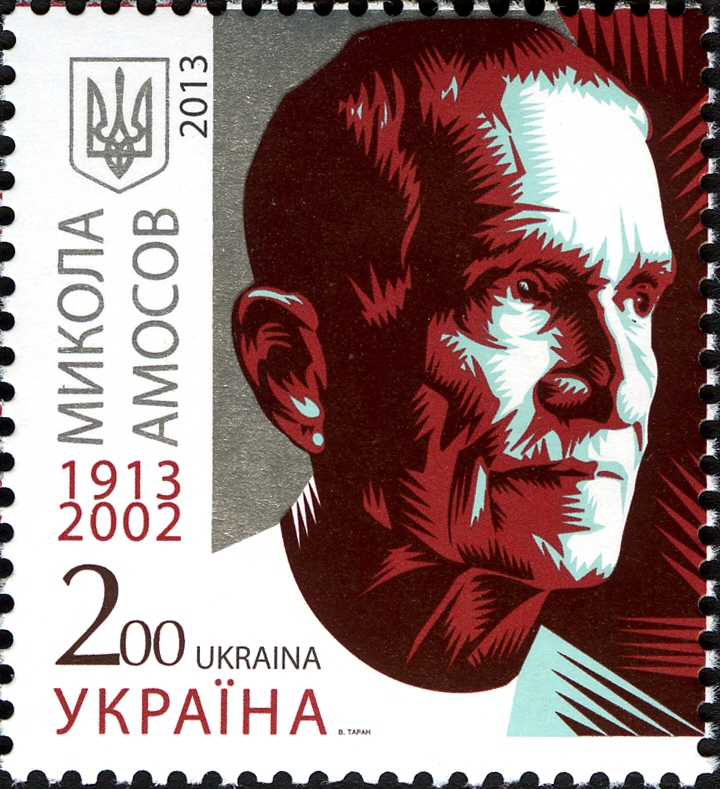
Timbre de l'Ukraine représentant Mykola Amossov, 2013